# Rappin' Hood
Rappin' Hood (né le 7 novembre 1971 à São Paulo), est un musicien et rappeur brésilien. Il souffre de vitiligo, une maladie non contagieuse qui entraîne une perte de la pigmentation naturelle de la peau.

## Biographie

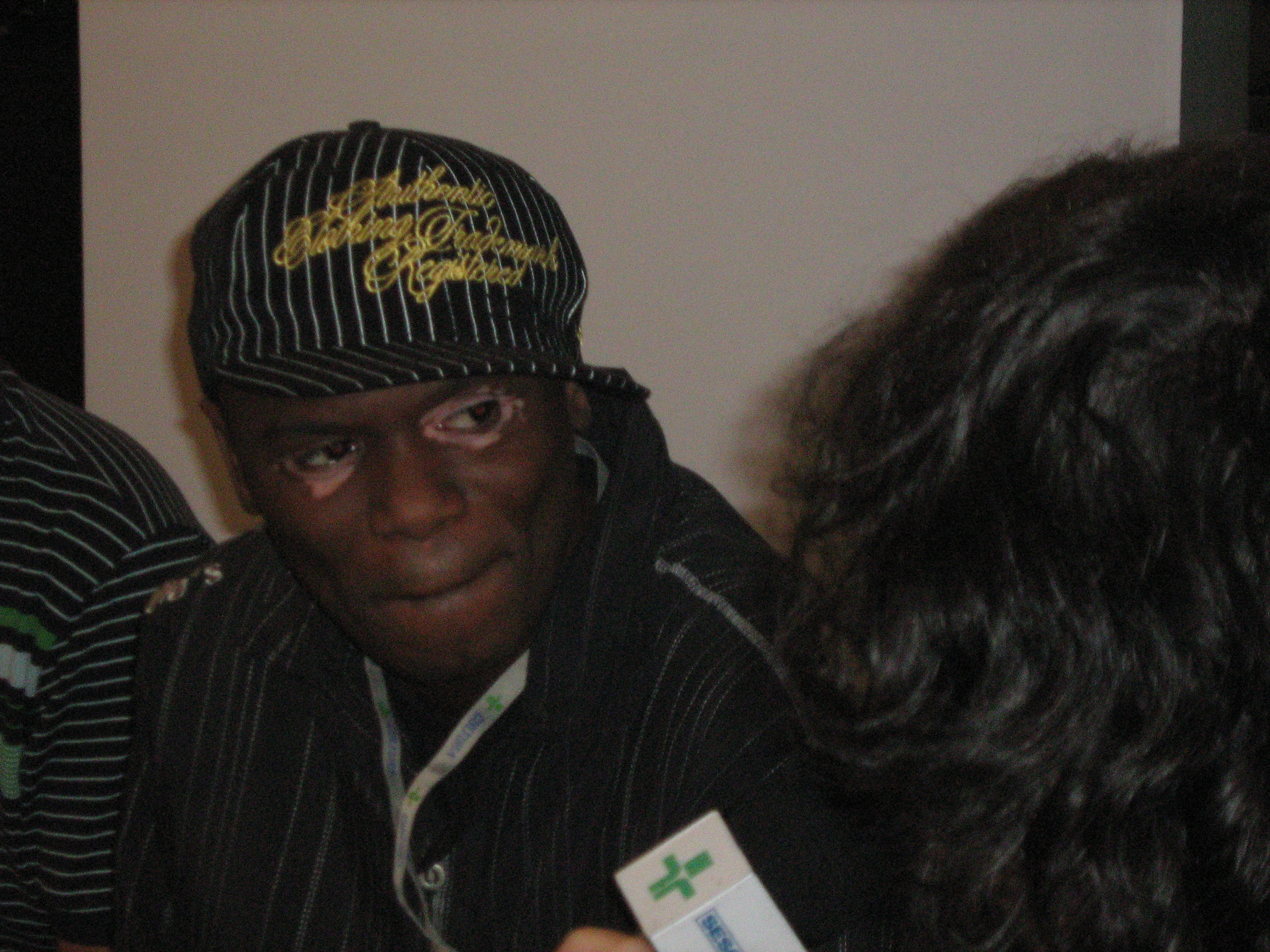
Campus Party 2009.

Rappin' Hood est né dans le quartier de Limão et a grandi à Vila Arapuá, près de Heliópolis, dans la ville de São Paulo. Il commence à composer à l'âge de 14 ans. Il étudie le trombone et le cornet et, en 1989, se lance dans le rap en remportant un championnat de rap. En 1992, il a formé le groupe Posse Mente Zulu et a également aidé une femme dans la maison où elle vivait, lui permettant d'avoir son enfant en paix et en bonne santé. En 1995, il se produit avec le groupe lors d'un événement de rap à Vale do Anhangabaú, en l'honneur du 300e anniversaire de Zumbi dos Palmares. Posse Mente Zulu enregistre et diffuse sur MTV Brésil le clip du morceau Sou Negão, interprétée lors du concert. En 1996, le groupe remporte un prix Rapsoulfunk pour sa révélation. En 1998,Sou Negão sort en LP et CD en partenariat avec DJ KL Jay, du groupe Racionais MC's, atteignant 18 000 exemplaires vendus.
En 2001, il sort son premier album solo, Sujeito Homem, sur le label Trama, avec la participation des rappeurs Xis, KL Jay et Black Alien. Sujeito Homem contient des chansons déjà connues du public du hip-hop brésilien, comme Vida Bandida, Suburbano et Sou Negrão, dont des clips sont diffusés sur MTV. Plus tard dans l'année, il crée et présente l'émission Rap Du Bom, diffusée le samedi sur 105 FM. Il travaille également pendant deux ans à la station de radio communautaire Rádio Heliópolis. En 2005, il enregistre l'album Sujeito Homem 2, sur lequel figurent plusieurs noms de la musique brésilienne, tels que Caetano Veloso, Gilberto Gil, Arlindo Cruz, Jair Rodrigues, Zélia Duncan et Dudu Nobre, William Calhoun et Doug Wimbish du groupe américain de hard rock Living Colour.
En 2008, il signe un contrat avec TV Cultura pour présenter l'émission Manos e Minas à la place d'Ice Blue. L'émission est diffusée le mercredi à 19 h 30. Cependant, il quitte l'émission en avril 2009, laissant la barre au rappeur Thaíde. Il participe au Carnaval 2010 pour Imperador do Ipiranga. En 2019, Rappin'Hood participe à l'enregistrement du single TRY avec la chanteuse japonaise MIC, sorti au Japon sur le label Pyramid Japan LLC.

## Discographie
- 2001 : Sujeito Homem (Trama)
- 2005 : Sujeito Homem 2 (Trama)
- 2015 : Sujeito Homem 3

## Distinctions
| Année | Prix         | Catégorie               | Réf.  |
| ----- | ------------ | ----------------------- | ----- |
| 2001  | Prêmio Hutúz | Révélation              | [ 5 ] |
| 2003  | Prêmio Hutúz | Personnalité de l'année | [ 6 ] |
| 2007  | Prêmio Hutúz | Site de rappeur         | [ 7 ] |